# Cosmologiste
Cet article court présente un sujet plus développé dans : Cosmologie.
Un cosmologiste (ou cosmologue) est un chercheur dont la recherche porte sur la genèse, l'histoire, la structure, les contenus et l'évolution de l'univers.
Il s'agit habituellement d'un astrophysicien ou d'un physicien (des hautes énergies, des particules élémentaires, etc.)  s'étant spécialisé en cosmologie. 